# والتر نریس
والتر نریس (استونیایی: Valter Neeris; ۲۱ مارس ۱۹۱۵ – ۳۰ دسامبر ۱۹۴۲) بازیکن فوتبال اهل استونی بود.
وی همچنین در تیم ملی فوتبال استونی بازی کرده‌است.